# Rien Poortvliet
Marinus Harm (Rien) Poortvliet (Schiedam, 7 augustus 1932 – Soest, 15 september 1995) was een Nederlands illustrator, tekenaar en kunstschilder. 

## Levensloop
Als stukadoorszoon uit Schiedam leek Poortvliet niet bestemd voor een bestaan als kunstenaar. Zijn ouders waren streng gereformeerd en moesten niets hebben van het idee dat hun oudste zoon naar een kunstacademie zou gaan.
Het tekentalent van Poortvliet manifesteerde zich in zijn jeugd. Na de mulo ging de jonge Poortvliet werken bij een reclamebureau. Nadat hij de dienstplicht bij de marine had vervuld, klom hij op tot senior-manager bij het reclamebureau van Unilever, Lintas.
Poortvliet had meer plezier in zijn nevenactiviteiten voor diverse uitgeverijen. Hij illustreerde boeken van onder anderen Jaap ter Haar, Leonard Roggeveen en Godfried Bomans. Hij was hartstochtelijk jager en begon zo ook natuuronderwerpen te tekenen. 
Eind jaren zestig was Poortvliet zo ver dat hij zijn baan meende te kunnen opzeggen om zich als zelfstandig illustrator te vestigen. Hij had niet genoeg werk en om toch brood op de plank te krijgen stelde hij een boek samen met zelfgemaakte tekeningen en aquarellen aan de hand van zijn jachtervaringen. Later maakte hij ook een dergelijk werk over het leven van Jezus van Nazareth.
Poortvliet zag zichzelf als tekenend verteller. Zijn tekeningen deden het verhaal. Hooguit schreef hij ter uitleg een kort bijschrift. 
Zijn werk werd jarenlang uitgegeven door Kok ten Have (Kampen) en Van Holkema en Warendorf te Bussum, waar zijn Leven en werken van de Kabouter (co-auteur Wil Huygen) 62 drukken in 21 talen beleefde. Met de kabouterserie verwierf Poortvliet internationale bekendheid. Deze serie is een geheel eigen leven gaan leiden en werd in 1985 verfilmd als tekenfilm onder naam David de Kabouter. 
Op de televisie was de flamboyante en extraverte Poortvliet herkenbaar met zijn puntbaardje, zijn ribfluwelen broeken en zijn geruite jasjes. Gedurende enkele jaren was Poortvliet panellid bij het spelprogramma Zo Vader, Zo Zoon.
Poortvliet vond erkenning in het feit dat in 1992 in Middelharnis het Rien Poortvlietmuseum werd geopend: "Gelukkig ver weg van de moderne kunstbende in Amsterdam" zoals Poortvliet in een interview zei. Op 18 december 2006 sloot het museum voor publiek. 
Sinds 2009 is het museum gevestigd in de Marguaritahoeve op het eiland Tiengemeten; het woongedeelte van deze 19e-eeuwse boerderij werd omgebouwd tot expositieruimte. Vereniging Natuurmonumenten droeg zorg voor verbouwing en inrichting van het museum. Bezoekers krijgen er grotendeels dezelfde collectie te zien als destijds in Middelharnis.
Poortvliet overleed in 1995 op 63-jarige leeftijd aan botkanker. Hij was getrouwd met Corrie Bouman (1933-2018). Het echtpaar had twee zoons.

## Werk
- Op verkenning bij de dieren (over Artis, met Han Rensenbrink, 1962)
- Jachttekeningen (1972) ISBN 90-269-4801-8
- ...de Vossen hebben holen (1973) ISBN 90-269-4949-9
- Hij was een van ons (1974) (het leven van Jezus) ISBN 90-269-4947-2
- Te Hooi en te gras (1975) (over het boerenleven) ISBN 90-269-6296-7
- Leven en werken van de Kabouter (1976, samen met tekstschrijver Wil Huygen) ISBN 90-269-4958-8
- Het brieschend paard (1978) (over paarden) ISBN 90-269-4968-5
- Van de hak op de tak (1980) (autobiografisch) ISBN 90-269-4306-7
- De oproep der Kabouters (1981, samen met tekstschrijver Wil Huygen) ISBN 90-269-4799-2
- Braaf (1983) (over honden) ISBN 90-269-4832-8
- De ark van Noach of Ere wie ere toekomt (1985) ISBN 90-242-3206-6
- Langs het tuinpad van mijn vaderen (1987) (over het vermoedelijke leven van zijn voorgeslacht vanaf ongeveer 1600) ISBN 90-242-4800-0
- Het boek van Klaas Vaak en het ABC van de slaap (1988, samen met tekstschrijver Wil Huygen) ISBN 90-242-4499-4
- De tresoor van Jacob Jansz. Poortvliet (1991) (over het vermoedelijke leven van een gewone man voor de 80-jarige oorlog in 1566) ISBN 90-242-7171-1
- Aanloop (1993) (over de jacht op wild door de eeuwen heen) ISBN 90-242-6937-7
- Kabouter kinderversjes (1994) (over het naar bed brengen van kabouters) ISBN 90-242-8332-9
- Van een kabouter die niet met vakantie wil (1995) ISBN 978-90-242-2449-4
- Kabouter Spreekwoordenboek (postuum in 1996) ISBN 90-242-7882-1
- Het Kabouterkookboek (postuum in 2003) ISBN 90-242-8977-7
- Tussen gaap & slaap (postuum in 2003, herziene heruitgave van Het boek van Klaas Vaak en het ABC van de slaap) ISBN 90-435-0753-9
- De wereld van de kabouter (postuum in 2010, samen met tekstschrijver Wil Huygen) ISBN 978-90-5977-190-1
- Was getekend, Rien Poortvliet (2021) (postuum overzicht van het werk van Poortvliet) ISBN 978-90-478-5034-2